# حمام سه‌کنج
حمام سه کنج مربوط به دوره قاجار است و در شهرستان کرمان، بخش ماهان، دهستان ماهان، روستای سه کنج، بلوار آزادگان، آزادگان ۷، جنب امام زاده شیخ علی بابا واقع شده و این اثر در تاریخ ۷ اسفند ۱۳۸۶ با شمارهٔ ثبت ۲۱۴۷۰ به‌عنوان یکی از آثار ملی ایران به ثبت رسیده است.